# Gowhar Chaqā
Gowhar Chaqā (persiska: گوهر چقا, Gowhar Choqā) är en ort i Iran.   Den ligger i provinsen Kermanshah, i den nordvästra delen av landet, 400 km väster om huvudstaden Teheran. Gowhar Chaqā ligger 1 312 meter över havet och antalet invånare är 270.
Terrängen runt Gowhar Chaqā är varierad.Runt Gowhar Chaqā är det ganska tätbefolkat, med 185 invånare per kvadratkilometer. Närmaste större samhälle är Varmenjeh, 4,4 km norr om Gowhar Chaqā. Trakten runt Gowhar Chaqā består i huvudsak av gräsmarker.